# Севанско полуострво
Севанско полуострво (јерм. Սևանի թերակղզի) је малено полуострво на северозападним обалама језера Севан. Полуострво је све до средине осамдесетих година прошлог века било у ствари острво, а веза са копном успостављена је након пада нивоа воде у језеру за 20 метара због претеране експлоатације. У административном погледу полуострво припада јерменском марзу Гехаркуник.
Површина полуострва је тренутно 0,95 км² и она се смањује због раста нивоа воде у језеру последњих година. На полуострву се налазе бројне плаже укупне површине 1,47 хектара.
Највиша тачка полуострва налази се на надморској висини од 1.950 метара, односно 54 метра изнад тренутне површине језера.
На полуострву се налазе бројне туристичке резиденције. На источном делу је летњиковац председника Јерменије, на северној обали се налази Вазгенјанска богословија чији рад је обновљен 2004. године. Постоји и мала марина и хелиодром.
Свакако највреднији архитектонски споменик на острву је средњовековни манастир Јерменске апостолске цркве Севанаванк (9. век) који је уједно један од најпосећенијих манастирских комплекса у Јерменији. Манастир је основан као испосница за монахе из Ечмијадзина и чине га две цркве: светих Апостола (Сурб Аракелос) и Богородичина (Сурб Аствацацин).
- Острво на фотографији из 1937.
- Полуострво 1974.
- Острво и манастир крајем 19. века